# Rustenburg

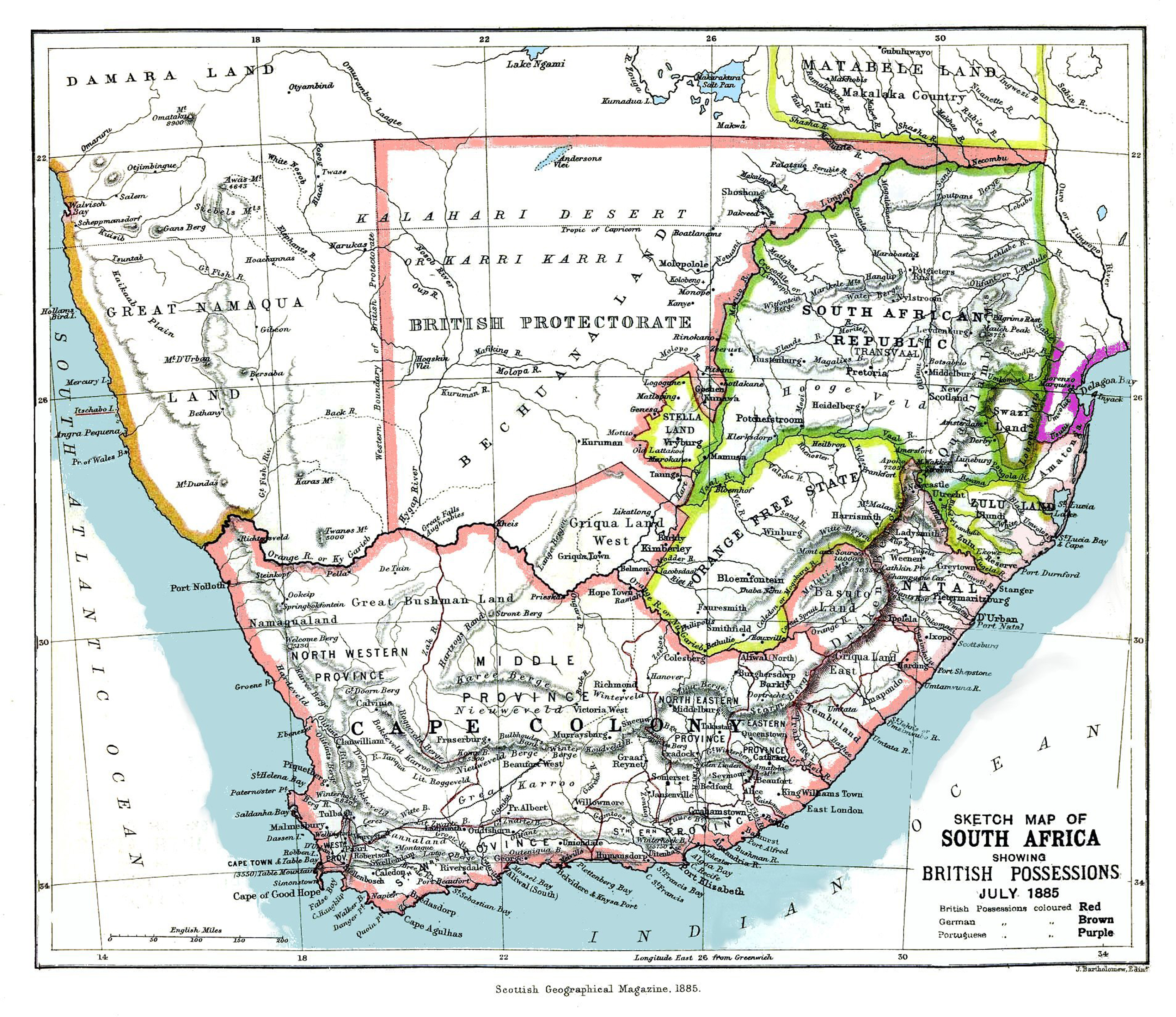
Karte Südafrika 1885

Rustenburg [ˈrœstənbœrx] ist eine Stadt in der Provinz Nordwest in Südafrika. Sie liegt nordwestlich der Magaliesberge. Die Stadt hatte 2011 104.612 Einwohner. Der Name Rustenburg bedeutet Ort der Ruhe.

## Geschichte
Rustenburg wurde 1851 von Voortrekkern gegründet. Es verdankt seinen Wohlstand zwei Platinbergwerken im Merensky Reef, die zu den größten der Welt gehören. Zudem wird im Umfeld der Stadt ein international verwendeter Naturstein abgebaut.

## Sehenswürdigkeiten
Sehenswert in Rustenburg sind die 1871 erbaute anglikanische Kirche, die niederländisch-reformierte Kirche sowie die im spätviktorianischen Historismus errichtete City Hall aus dem 19. Jahrhundert. Das Rustenburg Museum bietet eine Sammlung von archäologischen Funden der Region sowie einen Überblick über die Geschichte der Südafrikanischen Republik.
Das Farmgelände Boekenhoutfontein, das einst dem südafrikanischen Politiker Paul Kruger gehörte, ist wenige Kilometer nördlich Rustenburgs gelegen. Dort stehen mehrere im kapholländischen Stil gehaltene Häuser. Auch ist eine Holzhütte aus dem Jahr 1841 erhalten geblieben.

## Sport
Rustenburg war eine der zehn Gastgeberstädte der Fußball-Weltmeisterschaft 2010. Fünf Vorrundenspiele und eine Achtelfinal-Partie wurden im rund 42.000 Zuschauer fassenden Royal-Bafokeng-Stadion ausgetragen. Ebenso fanden hier Partien während des FIFA-Konföderationen-Pokal 2009 und dem Afrika-Cup 2013 statt.
In Rustenburg befindet sich der Olympia Park. Bei der Rugby-Union-Weltmeisterschaft 1995 fanden hier drei Spiele statt.

## Persönlichkeiten

### Söhne und Töchter der Stadt
- John Cranko (1927–1973), Tänzer und Choreograf
- Piet van Wyk (1931–2006), Ökologe und Biologe
- Pik Botha (1932–2018), Außenminister von Südafrika (1977–1994)
- Petrus Johannes Robbertse (* 1932), Botaniker
- Frik du Preez (* 1935), Rugby-Union-Spieler
- Koos du Plessis (1945–1984), Singer-Songwriter und Poet
- Danie Visser (* 1961), Tennisspieler
- Johan Botha (1965–2016), Opernsänger
- Kimbie Humer-Vogl (* 1971), österreichische Politikerin (Grüne) und klinische Psychologin
- Cashandra Slingerland (* 1974), Radrennfahrerin
- Tsholofelo Thipe (* 1986), Sprinterin
- Neethling Fouché (* 1993), Rugby-Union-Spieler

### Weitere Persönlichkeiten
Der deutsche Pilot Willy Rosenstein, der in Rustenburg lebte, kam dort 1949 bei einem Flugzeugabsturz ums Leben.